# VERITAS (sonda kosmiczna)
VERITAS (Venus Emissivity, Radio Science, InSAR, Topography, and Spectroscopy) – planowana sonda kosmiczna amerykańskiej agencji NASA, która ma zostać wysłana w kierunku planety Wenus pod koniec lat 20. XXI wieku. Będzie to orbiter.

## Cel misji
Sonda VERITAS ma wykonać mapy radarowe Wenus w wysokiej rozdzielczości w celu zrozumienia historii geologicznej planety. Na podstawie pomiarów sondy zostaną wykonane cyfrowe modele terenu, a dzięki nim naukowcy chcą odkryć, czy na Wenus zachodzą zjawiska wulkaniczne i tektoniczne podobne do ziemskiej tektoniki płyt. VERITAS zbada także promieniowanie podczerwone emitowane przez planetę, aby rozpoznać skład powierzchni.

## Instrumenty
Lista instrumentów badawczych sondy obejmuje:
- VEM (Venus Emissivity Mapper) – spektrometr, który ma zbadać skład powierzchni w sześciu zakresach widmowych i zidentyfikować nowo powstałe skały wylewne;
- VISAR (Venus Interferometric Synthetic Aperture Radar) – radar z syntetyczną aperturą ma za zadanie stworzyć globalne mapy radarowe i modele terenu wybranych obszarów z pionową dokładnością do 5 m; obszarami zainteresowań będą miejsca występowania aktywnych uskoków, świadczących o aktywności tektonicznej.

Dodatkowo na pokładzie znajdzie się zegar atomowy, którego precyzyjne pomiary mają wspomagać manewry sondy i obserwacje radiowe.

## Historia
W 2019 roku NASA ogłosiła konkurs na projekt kolejnej misji programu Discovery. Z czterech projektów wybranych w lutym 2020 ostatecznie wybrano dwie komplementarne misje do Wenus – VERITAS i DAVINCI+. Zwyciężyły one z projektami misji Io Volcano Observer do Io i TRIDENT do Trytona, i w czerwcu 2021 roku zostały wybrane do realizacji.
Sonda ma zostać wysłana w latach 2028–2030.